# Apple Color Printer
Apple Color Printer è una stampante prodotta da Apple, fu presentata nel dicembre 1992. La Apple Color Printer è stata la prima stampante a getto di inchiostro a colori presentata da Apple. Era basata sulla meccanica di stampa della stampante Canon  P691 Color. La sua risoluzione massima era di 360 punti per pollice (dpi) e si collegava al computer attraverso la porta SCSI. La stampante utilizzava il computer per eseguire i calcoli necessari alla stampa e per questo motivo era più economica di altri modelli che invece, essendo dotati di una logica più avanzata, avevano un costo maggiore. Il problema principale causato dal delegare l'elaborazione della stampa al computer era che normalmente la comunicazione tra computer e stampante era lenta e quindi anche la stampa risultava lenta. La Apple Color Printer non soffriva di questo difetto dato che la stampante e il computer utilizzavano il veloce bus SCSI per comunicare. Venne dismessa nel 1994 quando Apple presentò la prima stampante della serie Color StyleWriter.